# 冰島地理
冰岛西隔丹麦海峡与格陵兰岛相望，东临挪威海，北面格陵兰海，南界大西洋。属北欧国家。

## 地质地貌

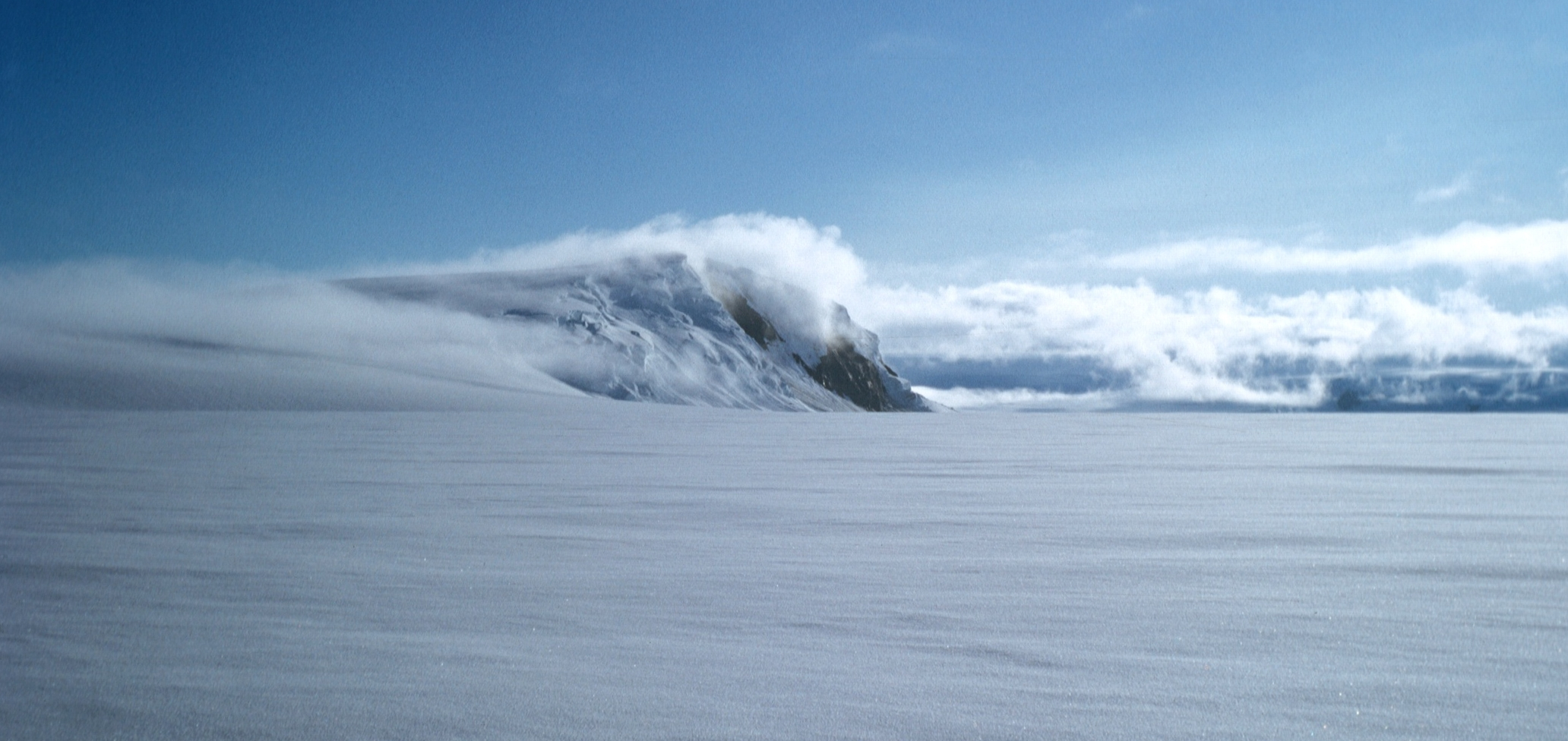
瓦特納冰原上的火山湖

早中新世晚期以来，由大西洋中洋脊裂谷溢出的上地幔物质堆积而成，属于火山岛。组成冰岛的岩石都是火山岩，以玄武岩分布最广，还有安山岩、流纹岩等。
由於冰島處於歐亞板塊和北美洲板塊之間，因此岛上坐擁多座火山，並以“极圈火岛”之名著称，共有火山200至300座，有40至50座活火山。主要的火山有拉基火山、華納達爾斯火山、海克拉火山與卡特拉火山等等。1963年至1967年在西南岸的火山活動形成了一個約2.1平方千米的小島。冰島溫泉的數量是全世界之冠，全島約有250個鹼性溫泉，最大的溫泉每秒可產生200升的泉水。
基本地勢方面，整個冰島是个碗状高地，四周为海岸山脉，中间为一高原。大部分是台地，台地高度大多在400至800米之间，个别山峰可达1300至1700米，冰岛最高峰是華納達爾斯火山（2119米）。低地面积很小，西部和西南部分布有海成平原和冰水冲积平原，平原面积占全岛的7％左右。無冰川流過的海岸線不規則，多峽灣、小海灣。其他沿海地區主要為沙灘，岸外的沙洲形成潟湖。
地热资源丰富，温泉广佈。

## 气候

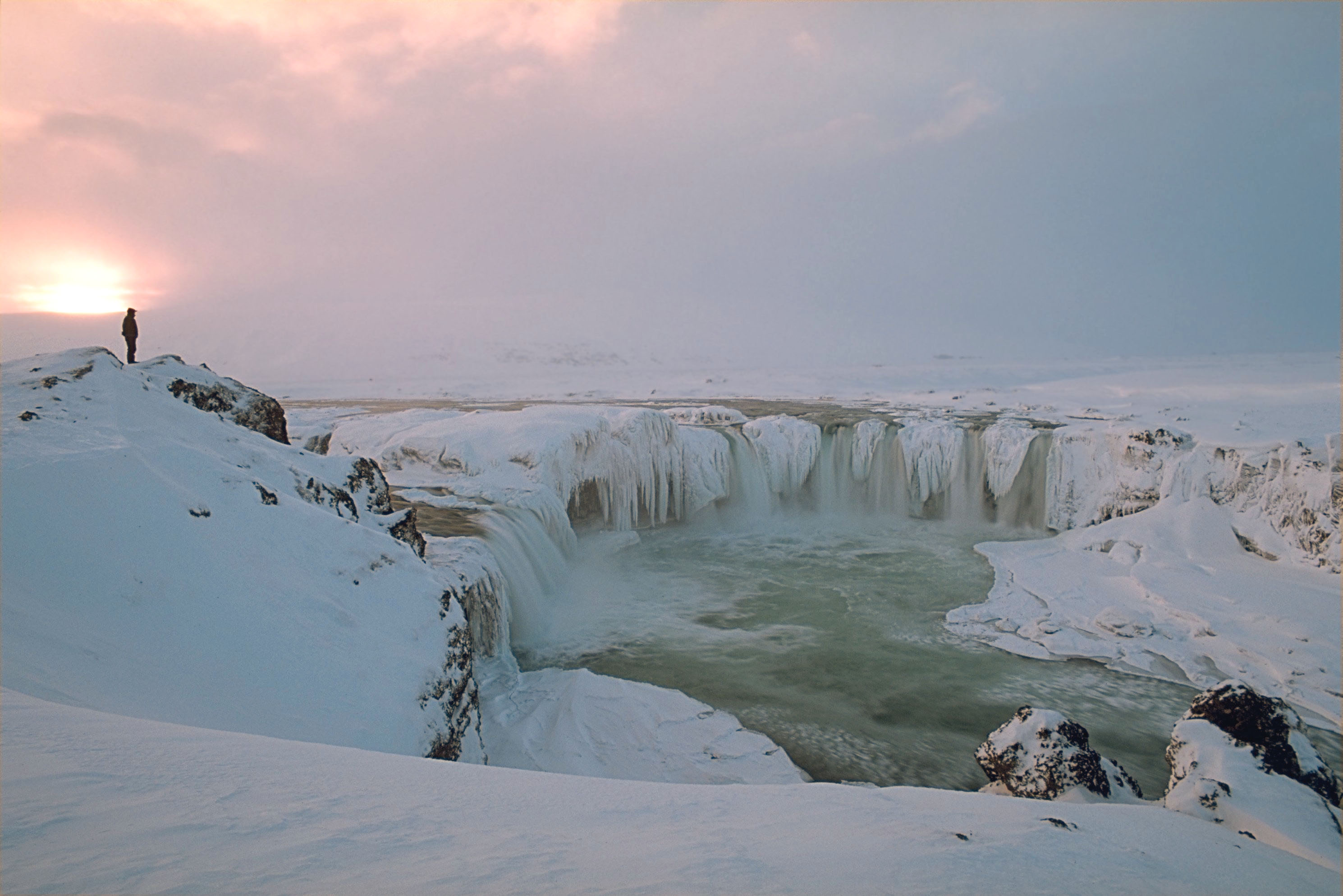
冬季夕阳下的冰岛戈扎瀑布

地处高纬，南部属于溫帶海洋性氣候，北部属于苔原气候。
深受北大西洋暖流影响，主要从其南面流过，并有一支绕行于它的西面和北面。所以虽然地处北极圈附近，冬季气温并不低，夏季气温全岛在7至12摄氏度之间。
处于冰岛低压中心附近，天气多变。气旋给冰岛帶来丰沞的降水，西南部和西部年均降水量在1000至2000毫米之间；北部和东北部较少，为400至600毫米。无论什么季节，都有可能下雨和下雪。

## 水文

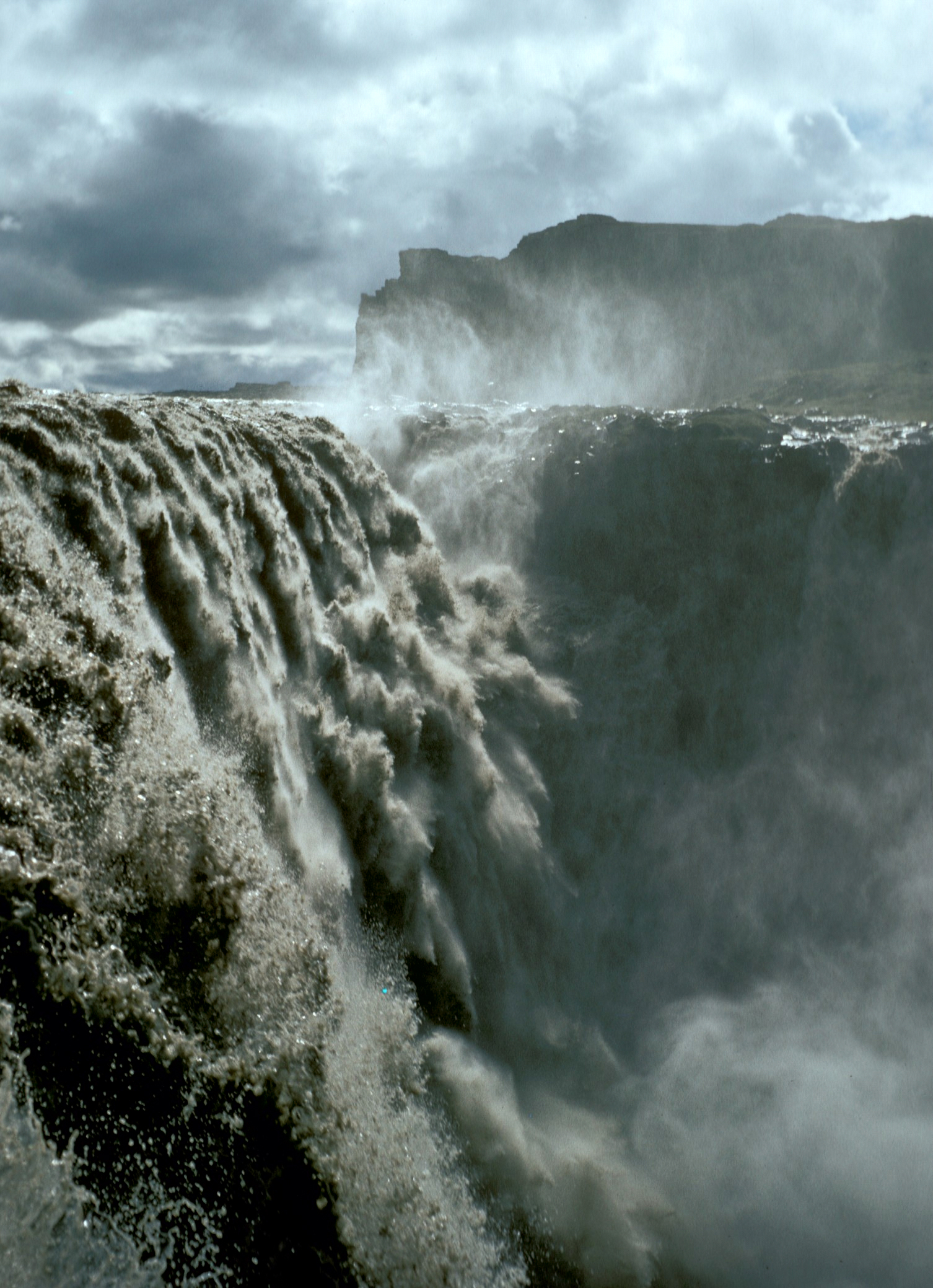
代蒂瀑布位于冰岛东北方，是欧洲最高、最汹涌的瀑布

河流呈辐射状由中部高原向外流出，主要的河流有：菲约德勒姆冰河等。
冰岛不仅是第四纪冰盖的中心，而且高原上仍有现代冰川分布，主要是盾形的冰帽冰川，也有少量的冰斗冰川，面积占全岛的11.5％。主要有瓦特纳冰原、朗格冰原、霍夫斯冰原及米达尔斯冰原，其中瓦特纳冰原面积达8450平方千米，厚度在几百米到2千米之间，是除南极和格陵兰之外世界最大的冰川。

## 植被
苔原广布，草地面积占24%，故畜牧业较为发达。森林面积占1.37%左右，分布在背风和向阳的山坡和谷地中，以桦树灌木林为主，近几十年引进不少欧美耐寒松柏，长势良好。

## 主要城市
冰岛主要城市有首都雷克雅未克、阿克雷里、哈布纳菲厄泽、凯夫拉维克及科帕沃于尔。